# Los casos del inspector Yes
Los casos del Inspector Yes es una serie de historietas de España creada por Vázquez para Mortadelo en 1986, que parodian las historias de detectives. 
El detective titular limitaba su intervención a decir "Yes" por teléfono.

## Trayectoria editorial
Apareció en el número 256 de la revista Mortadelo en 1986. No fue una serie muy extensa, aunque todos sus capítulos fueron recopilados en un tomo de Ediciones B en 1989. Varias de las historietas del personaje aparecen en el tomo Lo peor de Vázquez de Ediciones Glénat.

## Características
Los casos del Inspector Yes es una serie de historietas de cuatro páginas en la que los personajes se enfrentan a algún problema y piden la ayuda del Inspector Yes para su resolución. Este personaje no aparece nunca y solo lo oímos a través del teléfono diciendo la palabra "Yes" como única línea de diálogo. Al final los clientes siempre acababan resolviendo ellos solos su problema, a menudo con la ayuda de un mayordomo o ama de llaves que eran los que les proporcionaban la respuesta del caso. Normalmente la solución del misterio aparecía en la última viñeta y boca abajo, para que el lector no la adivinara antes de tiempo.
Las soluciones solían consistir en juegos de palabras, por lo que algunas historietas eran versiones de otro personaje del autor, El inspector O'Jal.